# Radoboj
Radoboj es un municipio de Croacia en el condado de Krapina-Zagorje.

## Geografía
Se encuentra a una altitud de 260 m s. n. m. a 61,5 km de la capital nacional, Zagreb.

## Demografía
En el censo 2011, el total de población del municipio fue de 3 412 habitantes, distribuidos en las siguientes localidades:
- Bregi Radobojski - 449
- Gorjani Sutinski - 146
- Gornja Šemnica - 634
- Jazvine - 383
- Kraljevec Radobojski - 49
- Kraljevec Šemnički - 117
- Orehovec Radobojski - 287
- Radoboj - 1 277
- Strahinje Radobojsko - 58

## Celebridades
- Sida Košutić, escritora